# Dysk olimpijski (miesięcznik)
Dysk olimpijski – miesięcznik Polskiego Komitetu Olimpijskiego, który był wydawany w latach 1968-1972 w Warszawie. Czasopismo propagowało olimpizm i popularyzowało osiągnięcia polskich sportowców. Początkowo wydawany przez Polską Agencję Interpress, a w roku 1970 (od nr 4) wydawanie przejęło Wydawnictwo Prasa Młodzieżowa i Sportowa. Redaktorem naczelnym był Jerzy Rybiński. W roku 1972 (od nr 1), gdy redagowanie czasopisma przejęło kolegium redakcyjne „Przeglądu Sportowego”, redaktorem naczelnym został Andrzej Jucewicz.